# The Woman Hater (film, 1915)
Pour les articles homonymes, voir The Woman Hater.
The Woman Hater est un film muet américain réalisé par Charles Brabin et sorti en 1915.

## Fiche technique
- Titre : The Woman Hater
- Réalisation : Charles Brabin
- Scénario : Hobart C. Chatfield-Taylor, d'après son histoire
- Société de production : The Essanay Film Manufacturing Company
- Date de sortie : 
  - États-Unis : 21 août 1915

## Distribution
- Charles Brabin
- Edna Mayo
- Henry B. Walthall
- Bryant Washburn